# Ned Stark
Eddard "Ned" Stark é uma personagem fictícia  da série literária de fantasia A Song of Ice and Fire, do autor norte-americano George R. R. Martin, e da adaptação televisiva do HBO, Game of Thrones, onde é interpretado por Sean Bean. Em ambas as mídias, ele é conhecido apenas por "Ned" e introduzido como o honorável Lorde de Winterfell, uma antiga fortaleza no Norte do fictício continente de Westeros. 
No primeiro livro da série, A Game of Thrones (1996), Ned é nomeado o Mão do Rei para servir de conselheiro real do Rei Robert Baratheon. Descobrindo-se uma figura-chave na escalada da intriga política em Porto Real, a capital do reino, ele luta consigo mesmo enquanto seu próprio senso de honra o atrai para os acontecimentos corruptos que se instalam na corte. À medida que a história se desenrola, ele começa a ver a necessidade de compromissos morais e práticos para alcançar um final justo e, em última instância, é forçado a escolher entre a segurança de sua família e fazer o que considera certo.

## Série literária

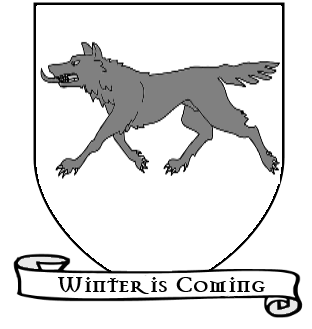
Brasão de armas da Casa Stark, com o lema "O Inverno Está Chegando".

Eddard "Ned" Stark é o segundo filho de  Rickard Stark, o Lorde de Winterfell. Anos antes dos acontecimentos narrados no primeiro livro, A Game of Thrones, o tímido e quieto Ned foi criado no Vale por Jon Arryn. Durante esta época ele faz grande amizade com Robert Baratheon, herdeiro das Terras da Tempestade e outra das crianças de quem Arryn foi mentor. Robert é prometido como marido à irmã de Ned, Lyanna, mas antes que eles pudessem se casar, o príncipe Rhaegar Targaryen (que já é casado com a princesa de  Dorne, Elia Martell e tem dois filhos, Aegon e Rhaenys) foge com ou rapta Lyanna. O pai de Ned e o irmão mais velho, Brandon, vão ao rei  Aerys II Targaryen e exigem a libertação de Lyanna. O chamado "Rei Louco" executa os dois, convencido de que os Stark querem usurpar seu poder. Assim, Ned, Robert e Arryn se rebelam contra a coroa e iniciam uma revolta, com o apoio da Casa Tully, pelo casamento de Ned com Catelyn Tully. Ned parte para a guerra na manhã seguinte ao casamento.
Na decisiva Batalha do Tridente, Robert mata o príncipe Rhaegar e faz debandar o exército Tangaryen, mas é ferido na batalha; Ned então assume o comando e marcha para capital. Chegando em Porto Real, ele descobre que a Casa Lannister – através de uma traição – saqueou a cidade e matou Aerys e a família real. Desgostoso com esse massacre desonroso, Ned parte para levantar o cerco da fortaleza de Baratheon, Storm's End, e mais tarde tenta resgatar Lyanna, mas encontra sua irmã morrendo; suas últimas palavras são: "Prometa-me Ned". Com o fim da guerra, ele volta para Winterfell com seu filho bastardo recém-nascido, Jon Snow, enquanto Robert Baratheon se torna o rei de Westeros. Neste meio tempo, Catelyn tinha dado a luz a seu filho e herdeiro de Ned, Robb, concebido na noite de núpcias.
Seis anos após a rebelião de Robert e Ned,  Balon Greyjoy, o lorde das Ilhas de Ferro, declara independência do Trono de Ferro. Ned ajuda o rei Robert a por um fim a esta revolta. Balon se rende e seu herdeiro sobrevivente, Theon Greyjoy, é levado para Winterfell como refém e passa a ser criado por Ned, que governa o Norte por mais nove anos até que os eventos do primeiro livro tem início.

### A Game of Thrones
Quando o livro começa, Catelyn informa a Ned que seu mentor John Arryn morreu e que o rei Robert pretende oferecer a ele o cargo de Mão do Rei, a antiga posição de Arryn. Feliz de viver longe das intrigas da corte, ele reluta em aceitar até receber uma carta da viúva de Jon, dizendo que ela acredita que o marido foi envenenado pelos Lannister. Ned então aceita a função para proteger o rei e viaja para Porto Real com as filhas Sansa a Arya. Mais tarde, Catelyn chega secretamente à cidade, sob a proteção do amigo de infância  Petyr "Mindinho" Baelish, para contar ao marido da tentativa de assassinato do filho menor, Bran. A antiga desconfiança de Ned sobre os Lannister posteriormente aumenta pela confirmação de "Mindinho" que a adaga usada na tentativa de assassinato certa vez pertenceu a Tyrion Lannister. Cada vez mais desgostoso com o ambiente de intrigas da corte, Ned renuncia ao posto de Mão de Rei quando Robert insiste em que a jovem sobrevivente da dinastia Targaryen, Daenerys Targaryen, seja assassinada no exílio. Neste meio tempo, Catelyn aprisionou Tyrion no Ninho da Águia, o castelo de sua irmã Lysa, e em retaliação Jaime Lannister ataca e fere Ned numa rua, antes que ele e as filhas possam partir de Porto Real. Visitando o amigo ferido, Robert o designa novamente como Mão do Rei.
Depois de investigar, Ned conclui que os filhos de Robert na verdade não são dele, mas produto do incesto de sua esposa, a rainha Cersei Lannister, com o irmão gêmeo, Jaime; mais ainda, suspeita que Jon Arryn foi morto por descobrir a verdade. Ned confronta Cersei com a verdade e lhe dá a oportunidade de fugir com os filhos para o exílio. Antes que ele possa contar a verdade ao rei, Robert é mortalmente ferido numa caçada e nomeia Ned como Protetor do Reino, para atuar como Regente até que seu "filho" e de Cersei, Joffrey Baratheon, alcance a idade ideal para governar. Ned altera o testamento do rei, trocando o nome de Joffrey por "meu legítimo herdeiro" para deixar a sucessão ambígua. Com o palácio transformado num caos, Ned rejeita todas as tentativas de aumentar seu próprio poder, e ao invés disso opta por coroar o irmão de Robert, Stannis Baratheon, como rei. Cersei, porém, manobra pelas costas de Ned e o dúbio "Mindinho" faz com que a guarda da cidade o prenda e mate a entourage que o acompanhou desde Winterfell até Porto Real. Preso, com sua filha Sansa feita de refém e a outra, Arya, desaparecida, seus soldados e servos mortos, ele é acusado de traição por Cersei e pelo filho Joffrey, que assumiu o trono. Um acordo é feito para que Ned seja expulso e exilado, se ele jurar lealdade a Joffrey. Temeroso por suas filhas, ele aceita. Mesmo assim, o sádico jovem rei Joffrey o executa em público, mandando decapitá-lo na frente da filha.
Em livros posteriores, a prisão de Ned coloca as forças dos Lannister e dos Stark uma contra a outra e sua execução provoca uma guerra chamada de Guerra dos Cinco Reis. Tyrion eventualmente retorna os ossos de Ned Stark para Catelyn, mas nunca é confirmado se eles chegaram a Winterfell.

### Genealogia
| \| \| \| \| \| \| \| \| \| \| \| \| \| \| \| \| \| \| \| Rickard[a] \| Rickard[a] \| Rickard[a] \| Rickard[a] \| Rickard[a] \| Rickard[a] \| \| \| \| \| \| \| \| \| \| \| \| \| \| \| Lyarra[b] \| Lyarra[b] \| Lyarra[b] \| Lyarra[b] \| Lyarra[b] \| Lyarra[b] \| \| \| \| \| \| \| \| \| \| \| \| \| \| \| \| \| \| \| \| \| \| \| \| \| \| \| \| \| \| \| \| \| \| \| \| \| \| \| \| Rickard[a] \| Rickard[a] \| Rickard[a] \| Rickard[a] \| Rickard[a] \| Rickard[a] \| \| \| \| \| \| \| \| \| \| \| \| \| \| \| Lyarra[b] \| Lyarra[b] \| Lyarra[b] \| Lyarra[b] \| Lyarra[b] \| Lyarra[b] \| \| \| \| \| \| \| \| \| \| \| \| \| \| \| \| \| \| \| \| \| \| \| \| \| \| \| \| \| \| \| \| \| \| \| \| \| \| \| \| \| \| \| \| \| \| \| \| \| \| \| \| \| \| \| \| \| \| \| \| \| \| \| \| \| \| \| \| \| \| \| \| \| \| \| \| \| \| \| \| \| \| \| \| \| \| \| \| \| \| \| \| \| \| \| \| \| \| \| \| \| \| \| \| \| \| \| \| \| \| \| \| \| \| \| \| \| \| \| \| \| \| \| \| \| \| \| \| \| \| \| \| \| \| \| \| \| \| \| \| \| \| \| \| \| \| \| \| \| \| \| \| \| \| \| \| \| \| \| \| Brandon[a] \| Brandon[a] \| Brandon[a] \| Brandon[a] \| Brandon[a] \| Brandon[a] \| \| \| Catelyn Tully[c] \| Catelyn Tully[c] \| Catelyn Tully[c] \| Catelyn Tully[c] \| Catelyn Tully[c] \| Catelyn Tully[c] \| \| \| Eddard[a] \| Eddard[a] \| Eddard[a] \| Eddard[a] \| Eddard[a] \| Eddard[a] \| \| \| \| \| \| \| \| \| \| \| \| \| \| \| \| \| \| \| \| \| Lyanna[a][d] \| Lyanna[a][d] \| Lyanna[a][d] \| Lyanna[a][d] \| Lyanna[a][d] \| Lyanna[a][d] \| \| \| Benjen[a] \| Benjen[a] \| Benjen[a] \| Benjen[a] \| Benjen[a] \| Benjen[a] \| \| \| \| \| \| \| \| \| \| Brandon[a] \| Brandon[a] \| Brandon[a] \| Brandon[a] \| Brandon[a] \| Brandon[a] \| \| \| Catelyn Tully[c] \| Catelyn Tully[c] \| Catelyn Tully[c] \| Catelyn Tully[c] \| Catelyn Tully[c] \| Catelyn Tully[c] \| \| \| Eddard[a] \| Eddard[a] \| Eddard[a] \| Eddard[a] \| Eddard[a] \| Eddard[a] \| \| \| \| \| \| \| \| \| \| \| \| \| \| \| \| \| \| \| \| \| Lyanna[a][d] \| Lyanna[a][d] \| Lyanna[a][d] \| Lyanna[a][d] \| Lyanna[a][d] \| Lyanna[a][d] \| \| \| Benjen[a] \| Benjen[a] \| Benjen[a] \| Benjen[a] \| Benjen[a] \| Benjen[a] \| \| \| \| \| \| \| \| \| \| \| \| \| \| \| \| \| \| \| \| \| \| \| \| \| \| \| \| \| \| \| \| \| \| \| \| \| \| \| \| \| \| \| \| \| \| \| \| \| \| \| \| \| \| \| \| \| \| \| \| \| \| \| \| \| \| \| \| \| \| \| \| \| \| \| \| \| \| \| \| \| \| \| \| \| \| \| \| \| \| \| \| \| \| \| \| \| \| \| \| \| \| \| \| \| \| \| \| \| \| \| \| \| \| \| \| \| \| \| \| \| \| \| \| \| \| \| \| \| \| \| \| \| \| \| \| \| \| \| \| \| \| \| \| \| \| \| \| \| \| \| \| \| \| \| \| \| \| \| \| \| \| \| \| \| \| \| \| \| \| \| \| \| \| \| \| \| \| \| \| \| \| \| \| \| \| \| \| \| \| \| \| \| \| \| \| \| \| \| \| \| \| \| \| \| \| \| \| \| \| \| \| \| \| \| \| \| \| \| \| \| \| \| \| \| \| \| \| \| \| \| \| \| \| \| \| \| \| \| \| \| \| \| \| \| \| \| \| \| \| \| \| \| \| \| \| \| \| \| \| \| \| Robb[c] \| Robb[c] \| Robb[c] \| Robb[c] \| Robb[c] \| Robb[c] \| \| \| Jeyne Westerling[e] \| Jeyne Westerling[e] \| Jeyne Westerling[e] \| Jeyne Westerling[e] \| Jeyne Westerling[e] \| Jeyne Westerling[e] \| \| \| Sansa[c] \| Sansa[c] \| Sansa[c] \| Sansa[c] \| Sansa[c] \| Sansa[c] \| \| \| Tyrion Lannister[f] \| Tyrion Lannister[f] \| Tyrion Lannister[f] \| Tyrion Lannister[f] \| Tyrion Lannister[f] \| Tyrion Lannister[f] \| \| \| Arya[c] \| Arya[c] \| Arya[c] \| Arya[c] \| Arya[c] \| Arya[c] \| \| \| Brandon[c] \| Brandon[c] \| Brandon[c] \| Brandon[c] \| Brandon[c] \| Brandon[c] \| \| \| Rickon[c] \| Rickon[c] \| Rickon[c] \| Rickon[c] \| Rickon[c] \| Rickon[c] \| \| \| Jon Snow[c][d] \| Jon Snow[c][d] \| Jon Snow[c][d] \| Jon Snow[c][d] \| Jon Snow[c][d] \| Jon Snow[c][d] \| \| \| \| Robb[c] \| Robb[c] \| Robb[c] \| Robb[c] \| Robb[c] \| Robb[c] \| \| \| Jeyne Westerling[e] \| Jeyne Westerling[e] \| Jeyne Westerling[e] \| Jeyne Westerling[e] \| Jeyne Westerling[e] \| Jeyne Westerling[e] \| \| \| Sansa[c] \| Sansa[c] \| Sansa[c] \| Sansa[c] \| Sansa[c] \| Sansa[c] \| \| \| Tyrion Lannister[f] \| Tyrion Lannister[f] \| Tyrion Lannister[f] \| Tyrion Lannister[f] \| Tyrion Lannister[f] \| Tyrion Lannister[f] \| \| \| Arya[c] \| Arya[c] \| Arya[c] \| Arya[c] \| Arya[c] \| Arya[c] \| \| \| Brandon[c] \| Brandon[c] \| Brandon[c] \| Brandon[c] \| Brandon[c] \| Brandon[c] \| \| \| Rickon[c] \| Rickon[c] \| Rickon[c] \| Rickon[c] \| Rickon[c] \| Rickon[c] \| \| \| Jon Snow[c][d] \| Jon Snow[c][d] \| Jon Snow[c][d] \| Jon Snow[c][d] \| Jon Snow[c][d] \| Jon Snow[c][d] \| \| \| |      |      |      |      |      |  |  |                  |                  |                  |                  |                  |                  |  |  |               |               |               |               |               |               |         |         |                  |                  |                  |                  |                  |                  |  |  |      |      |      |      |      |      |        |        |         |         |         |         |         |         |  |  |        |        |        |        |        |        |        |        |          |          |          |          |          |          |        |        |
| Notas: 1. 2. 3. 4. 5. 6. |      |      |      |      |      |  |  |                  |                  |                  |                  |                  |                  |  |  |               |               |               |               |               |               |         |         |                  |                  |                  |                  |                  |                  |  |  |      |      |      |      |      |      |        |        |         |         |         |         |         |         |  |  |        |        |        |        |        |        |        |        |          |          |          |          |          |          |        |        |
| |      |      |      |      |      |  |  |                  |                  |                  |                  |                  |                  |  |  |               |               | Rickard       | Rickard       | Rickard       | Rickard       | Rickard | Rickard |                  |                  |                  |                  |                  |                  |  |  |      |      |      |      |      |      | Lyarra | Lyarra | Lyarra  | Lyarra  | Lyarra  | Lyarra  |         |         |  |  |        |        |        |        |        |        |        |        |          |          |          |          |          |          |        |        |
| |      |      |      |      |      |  |  |                  |                  |                  |                  |                  |                  |  |  |               |               | Rickard       | Rickard       | Rickard       | Rickard       | Rickard | Rickard |                  |                  |                  |                  |                  |                  |  |  |      |      |      |      |      |      | Lyarra | Lyarra | Lyarra  | Lyarra  | Lyarra  | Lyarra  |         |         |  |  |        |        |        |        |        |        |        |        |          |          |          |          |          |          |        |        |
| |      |      |      |      |      |  |  |                  |                  |                  |                  |                  |                  |  |  |               |               |               |               |               |               |         |         |                  |                  |                  |                  |                  |                  |  |  |      |      |      |      |      |      |        |        |         |         |         |         |         |         |  |  |        |        |        |        |        |        |        |        |          |          |          |          |          |          |        |        |
| |      |      |      |      |      |  |  |                  |                  |                  |                  |                  |                  |  |  |               |               |               |               |               |               |         |         |                  |                  |                  |                  |                  |                  |  |  |      |      |      |      |      |      |        |        |         |         |         |         |         |         |  |  |        |        |        |        |        |        |        |        |          |          |          |          |          |          |        |        |
| |      |      |      |      |      |  |  | Brandon          | Brandon          | Brandon          | Brandon          | Brandon          | Brandon          |  |  | Catelyn Tully | Catelyn Tully | Catelyn Tully | Catelyn Tully | Catelyn Tully | Catelyn Tully |         |         | Eddard           | Eddard           | Eddard           | Eddard           | Eddard           | Eddard           |  |  |      |      |      |      |      |      |        |        |         |         |         |         |         |         |  |  |        |        | Lyanna | Lyanna | Lyanna | Lyanna | Lyanna | Lyanna |          |          | Benjen   | Benjen   | Benjen   | Benjen   | Benjen | Benjen |
| |      |      |      |      |      |  |  | Brandon          | Brandon          | Brandon          | Brandon          | Brandon          | Brandon          |  |  | Catelyn Tully | Catelyn Tully | Catelyn Tully | Catelyn Tully | Catelyn Tully | Catelyn Tully |         |         | Eddard           | Eddard           | Eddard           | Eddard           | Eddard           | Eddard           |  |  |      |      |      |      |      |      |        |        |         |         |         |         |         |         |  |  |        |        | Lyanna | Lyanna | Lyanna | Lyanna | Lyanna | Lyanna |          |          | Benjen   | Benjen   | Benjen   | Benjen   | Benjen | Benjen |
| |      |      |      |      |      |  |  |                  |                  |                  |                  |                  |                  |  |  |               |               |               |               |               |               |         |         |                  |                  |                  |                  |                  |                  |  |  |      |      |      |      |      |      |        |        |         |         |         |         |         |         |  |  |        |        |        |        |        |        |        |        |          |          |          |          |          |          |        |        |
| |      |      |      |      |      |  |  |                  |                  |                  |                  |                  |                  |  |  |               |               |               |               |               |               |         |         |                  |                  |                  |                  |                  |                  |  |  |      |      |      |      |      |      |        |        |         |         |         |         |         |         |  |  |        |        |        |        |        |        |        |        |          |          |          |          |          |          |        |        |
| |      |      |      |      |      |  |  |                  |                  |                  |                  |                  |                  |  |  |               |               |               |               |               |               |         |         |                  |                  |                  |                  |                  |                  |  |  |      |      |      |      |      |      |        |        |         |         |         |         |         |         |  |  |        |        |        |        |        |        |        |        |          |          |          |          |          |          |        |        |
| |      |      |      |      |      |  |  |                  |                  |                  |                  |                  |                  |  |  |               |               |               |               |               |               |         |         |                  |                  |                  |                  |                  |                  |  |  |      |      |      |      |      |      |        |        |         |         |         |         |         |         |  |  |        |        |        |        |        |        |        |        |          |          |          |          |          |          |        |        |
| Robb | Robb | Robb | Robb | Robb | Robb |  |  | Jeyne Westerling | Jeyne Westerling | Jeyne Westerling | Jeyne Westerling | Jeyne Westerling | Jeyne Westerling |  |  | Sansa         | Sansa         | Sansa         | Sansa         | Sansa         | Sansa         |         |         | Tyrion Lannister | Tyrion Lannister | Tyrion Lannister | Tyrion Lannister | Tyrion Lannister | Tyrion Lannister |  |  | Arya | Arya | Arya | Arya | Arya | Arya |        |        | Brandon | Brandon | Brandon | Brandon | Brandon | Brandon |  |  | Rickon | Rickon | Rickon | Rickon | Rickon | Rickon |        |        | Jon Snow | Jon Snow | Jon Snow | Jon Snow | Jon Snow | Jon Snow |        |        |
| Robb | Robb | Robb | Robb | Robb | Robb |  |  | Jeyne Westerling | Jeyne Westerling | Jeyne Westerling | Jeyne Westerling | Jeyne Westerling | Jeyne Westerling |  |  | Sansa         | Sansa         | Sansa         | Sansa         | Sansa         | Sansa         |         |         | Tyrion Lannister | Tyrion Lannister | Tyrion Lannister | Tyrion Lannister | Tyrion Lannister | Tyrion Lannister |  |  | Arya | Arya | Arya | Arya | Arya | Arya |        |        | Brandon | Brandon | Brandon | Brandon | Brandon | Brandon |  |  | Rickon | Rickon | Rickon | Rickon | Rickon | Rickon |        |        | Jon Snow | Jon Snow | Jon Snow | Jon Snow | Jon Snow | Jon Snow |        |        |

## Série de televisão

### 1ª temporada (2011)
O rei Robert Baratheon pede a seu velho amigo Eddard "Ned" Stark que assuma a posição de Mão de Rei do reino, após a morte súbita do mentor de ambos e ocupante do cargo. Jon Arryn. Sem interesse nas intrigas e na política da corte, Ned acaba aceitando como um dever, assim como descobre porque Arryn morreu. A morte tem a ver com a descoberta de um segredo: os três filhos dele com a rainha, Cersei Lannister, são na verdade produto de um incesto entre ela e o irmão gêmeo, Jaime Lannister, e Ned faz a descoberta assim que Robert morre, numa armadilha durante uma caçada. Antes que ele possa neutralizar o plano dos Lannister de entronar o pseudo-filho mais velho de Robert e Cersei, Joffrey Baratheon, e colocar o irmão de Robert, Stannis Baratheon, no trono, Ned é traído por "Mindinho" e Cersei o prende por traição. Depois de um acordo, ele faz uma confissão pública de lealdade a Joffrey, agora coroado como novo rei, para salvar as duas filhas, Arya e Sansa Stark, que haviam ido com ele para a capital do reino, em troca de ser apenas exilado. O sádico Joffrey descumpre o acordo e manda executá-lo.

### 6ª temporada (2016)
Bran Stark tem uma visão do pai Ned quando criança, com os irmãos Lyanna e  Benjen; num episódio posterior, o vê já jovem numa luta de espadas com o cavaleiro Ser Arthur Dayne numa torre. No último episódio da temporada, Bram o vê reunido com a irmã Lyanna, no leito de morte dela na torre. Ela o faz jurar que protegerá seu filho – Jon Snow.

## Desenvolvimento

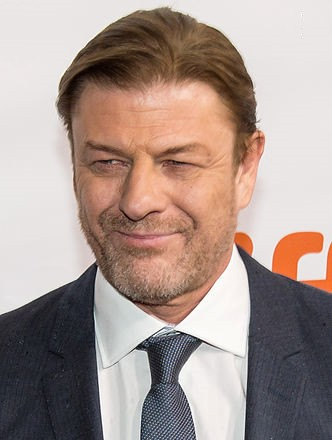
Sean Bean é Ned Stark na série de TV.

Em janeiro de 2007, a HBO garantiu os direitos de adaptar a série de Martin para a televisão. Quando o piloto entrou em produção em 2009, um dos primeiros anúncios de elenco foi Sean Bean como o "líder" Eddard Stark.Quando o show estreou em 2011, o The Los Angeles Times chamou Ned de Bean como "o forte e taciturno headliner da série".
O produtor executivo e escritor D. B. Weiss disse ao Entertainment Weekly em 2011 que quando ele e David Benioff apresentaram a série para a HBO, o fato de que o "personagem principal" Ned estava programado para morrer "foi um ponto de venda para eles". Observando que a emissora já matou personagens em outras séries de sucesso, ele disse que essa sensação de perigo "aumenta completamente a aposta para qualquer momento quando um personagem está em uma situação terrível se você sabe que outro personagem não sobreviveu a uma situação semelhante".
Além do ator inglês Sean Bean, Ned Stark é interpretado por Sebastian Croft e Robert Aramayo quando aparece em flashback como criança e como jovem na sexta temporada. Bean foi indicado para o Saturn Award de melhor ator em televisão, e para o Scream Award de Melhor Ator de Fantasia, pelo papel. Ele e todos os demais atores do elenco foram indicados para o Screen Actors Guild Award de melhor elenco em série de drama em 2012.
Sean Bean descreve a personagem: "Ned é um bom homem tentando fazer o seu melhor no meio de toda esta corrupção, um peixe fora d'água; ele está acostumado a viver no Norte, em Winterfell, onde as pessoas são diretas e pragmáticas, e vai para um lugar onde as pessoas fazem jogos e se esfaqueiam pelas costas... ele é um homem de princípios que tenta manter as coisas juntas. Esta é uma jornada que ele percorre, onde ao fim dela são sua lealdade e seus princípios que causam sua queda.

## Crítica
Quando a série estreou, em 2011, The Los Angeles Times saudou Ned Stark como o "forte e principal protagonista da série". Entretanto, sua morte ao fim da 1ª temporada, para quem não conhecia os livros, causou uma forte comoção entre fãs da série e críticos. James Hibberd da Entertainment Weekly observou:"Esta é provavelmente a primeira vez que uma série dramática norte-americana matou seu personagem principal na primeira temporada como parte de seu plano criativo principal ... isto é apenas ... não feito. Você não contrata uma estrela, coloca sua imagem em placas de ponto de ônibus e em anúncios de revistas para divulgar o show, consegue que os espectadores se interessem pela história e então o demite antes mesmo do fim da primeira temporada só porque isto indiscutivelmente torna a história um pouco mais interessante. Hibberd fez eco à declaração dos produtores da série:"este movimento estabelece um precedente dramático para a história: ninguém está a salvo". Ele considerou a morte de Stark como um risco para a série de tv que talvez a fizesse perder espectadores fãs de Bean mas que ao mesmo tempo poderia trazer novos espectadores impressionados pela audácia disso.
A presidente de programação da HBO Sue Nagle concordou com a "audácia", dizendo que por mais que Sean Bean pudesse trazer seguidores para a série, a verdadeira estrela de Game of Thrones é a própria história, acrescentando que a morte de Ned fez o show mais criativamente atrativo: "o livro de Martin é cheio de surpresas e reviravoltas inesperadas. Adorei essa ideia de que reuniríamos o grupo de personagens, e então, quando você começa a acreditar em todos os tropos de heróis, você puxa o tapete debaixo deles. É o oposto de se sentir manipulado". O próprio Sean Bean, que o vive na série, que nunca tinha lido o livro antes e recebeu seu roteiro por partes durante as gravações, disse que a morte de Ned foi uma surpresa para ele tanto quanto para todo mundo e a chamou de "um ato muito corajoso para uma rede de televisão". O site de entretenimento IGN nomeou  "Ned Stark" como o Melhor Herói da TV em 2011..